# 菅原雅
菅原 雅（すがわら まさし、1931年（昭和6年）8月3日 - 2021年（令和3年）9月9日）は、日本の政治家。宮城県気仙沼市長（5期）。

## 来歴
気仙沼市の蔵元、創業1912年の造り酒屋「男山本店」を営む家庭に生まれる。宮城県気仙沼高等学校、早稲田大学卒業。　最晩年まで同社の取締役であった。
1973年、気仙沼市長に当選。93年まで5期20年間つとめる。
1991年 石井亨仙台市長が全国市長会の会長選に出た際、川井貞一白石市長と共に尽力。
2001年、勲四等旭日小綬章受章。
市長退任後は、1994年6月、気仙沼市観光協会会長に就任。2007年3月末まで7期13年務めた。
2021年9月9日、肺塞栓症で死去。享年90歳。叙従四位。

## 著書
- 『市長ノート』1994年 [6]